# Tasa de explotación
En economía marxista, la tasa de explotación es la relación entre la cantidad total de trabajo no remunerado realizado (plusvalor) y la cantidad total de salarios pagados (el valor de la fuerza de trabajo). La tasa de explotación a menudo también se denomina tasa de plusvalor.

## Divergencia de las dos tasas
Marx no consideraba que la tasa de plusvalor y la tasa de explotación fueran necesariamente idénticas, en la medida en que había una divergencia entre la plusvalía realizada y la plusvalía producida. Por lo tanto, la cantidad de trabajo excedente realizado por los trabajadores de una empresa podría corresponder a un valor mayor o menor que el plusvalor realmente obtenido como ingreso de ganancias por las ventas de la producción. La implicación es que si el volumen de ganancia bruta se relacionara con los costos salariales para establecer la tasa de plusvalía, esto podría sobrestimar o subestimar la tasa real de explotación laboral. Aunque se trata de un punto sutil, en ocasiones ha desempeñado un papel importante en las negociaciones salariales de los sindicatos. Por poner un ejemplo extremo, los trabajadores podrían trabajar extremadamente duro en una empresa que, sin embargo, opera con pérdidas. En otro ejemplo extremo, los trabajadores podrían trabajar menos, sabiendo que su producto se venderá como pan caliente en un mercado de vendedores a precios marcadamente inflados, generando ganancias desproporcionadas con respecto al insumo de mano de obra. La divergencia entre la plusvalía realizada y la plusvalía producida se vuelve aún más marcada si la plusvalía se considera en términos de los ingresos netos de las clases sociales, es decir, los ingresos netos del trabajo y los ingresos netos de la propiedad. Marx identificó cinco fórmulas diferentes para la tasa de plusvalía (ver plusvalor).